# Port Harcourt

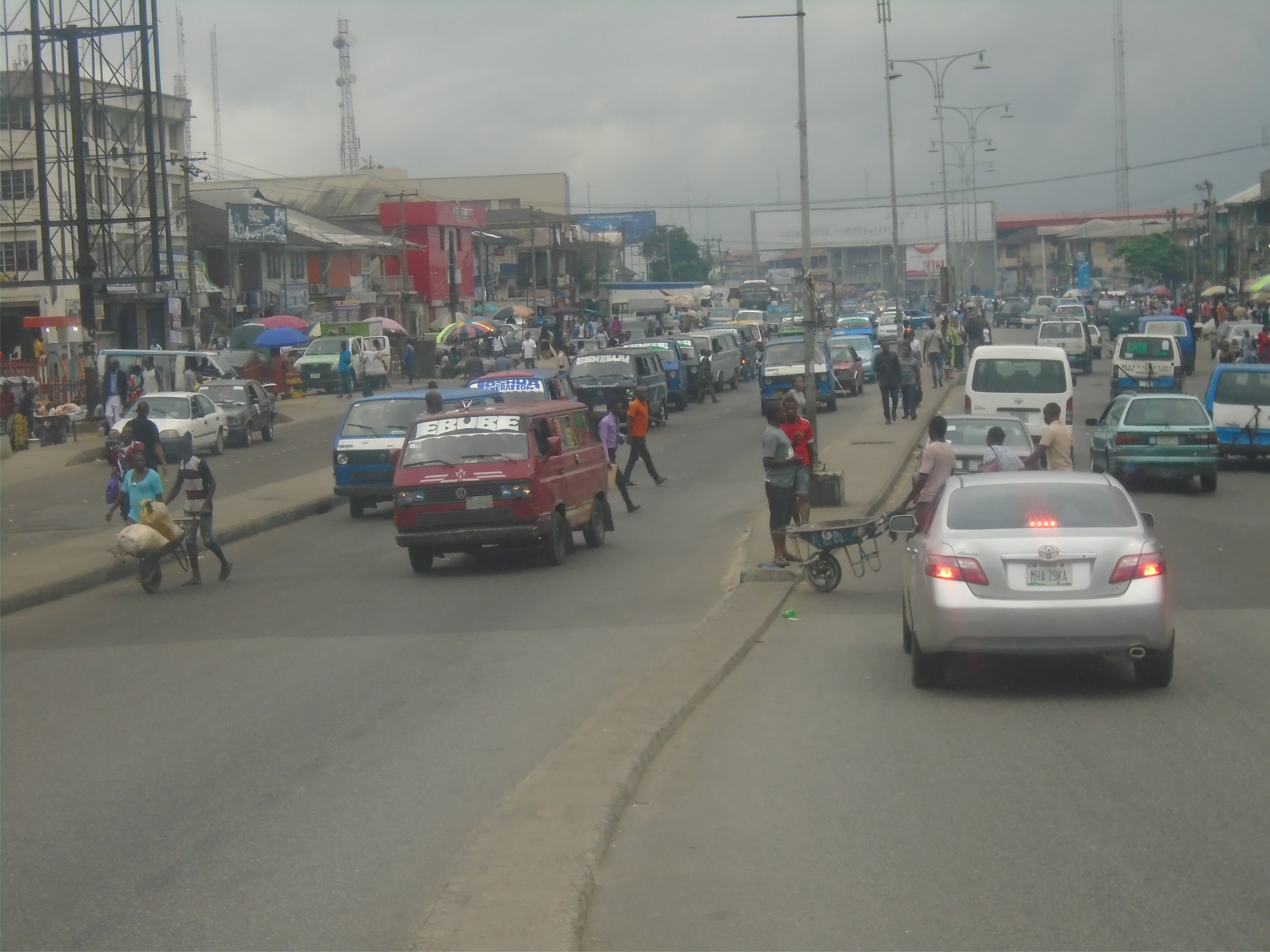
Ikwerre Road

Port Harcourt ist eine Stadt in Nigeria mit 3.325.000 Einwohnern (Stand 2022). Sie ist die Hauptstadt und gleichzeitig eine von 23 Local Government Areas des Bundesstaates Rivers. Sie gibt sich selbst den Namenszusatz „The Garden City“ („Die Gartenstadt“).

## Geografie

### Geografische Lage
Port Harcourt liegt im Süden des Landes im Nigerdelta.

### Klima
In Port Harcourt herrscht ein tropisches Monsunklima mit langen und heftigen Regenzeiten und sehr kurzen Trockenzeiten. Nur die Monate Dezember bis Februar gelten in der Stadt wirklich als Trockenzeit.

### Klimatabelle

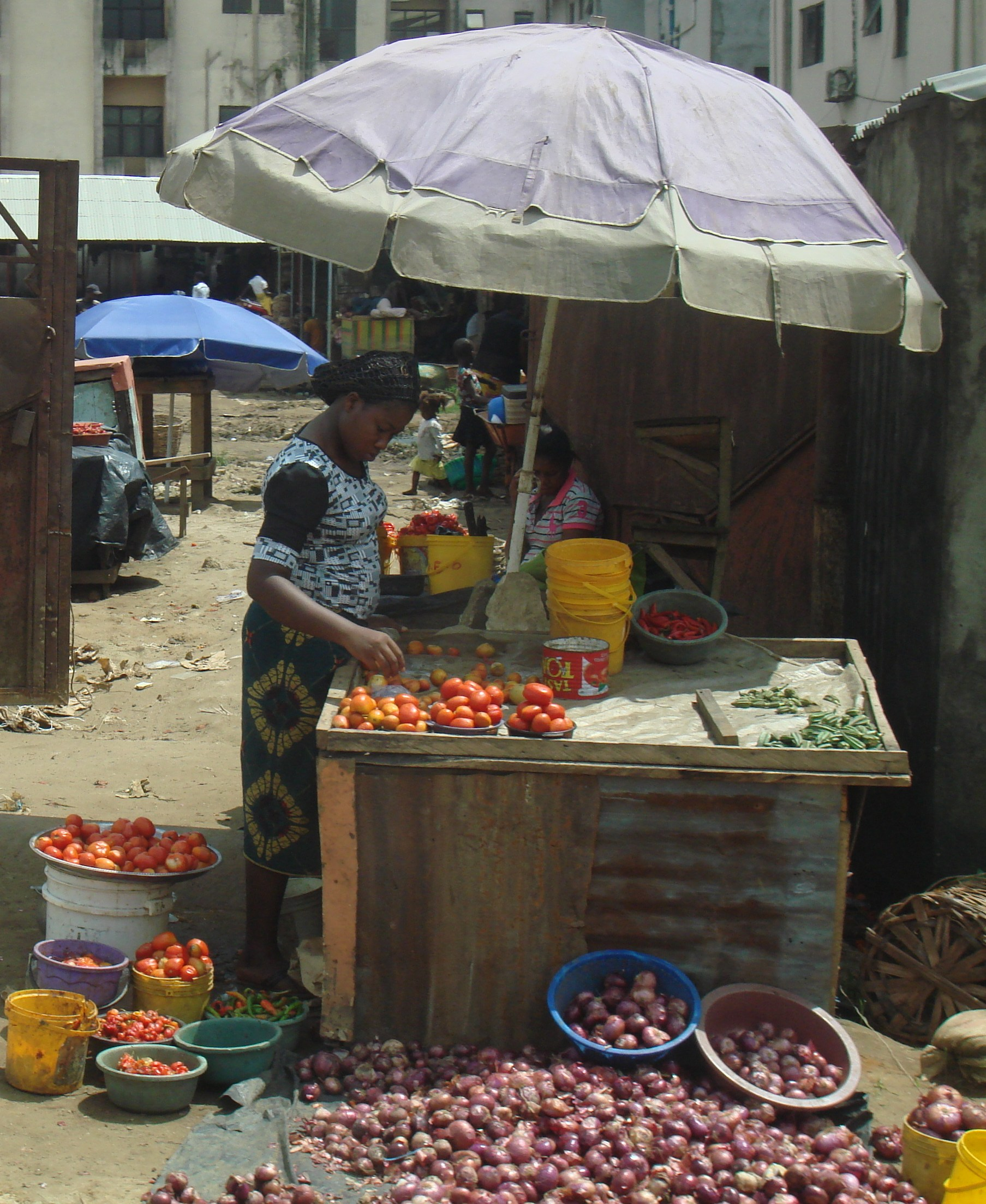
Marktstand

|                       | Jan  | Feb  | Mär  | Apr  | Mai  | Jun  | Jul  | Aug  | Sep  | Okt  | Nov  | Dez  |   |      |
| Mittl. Tagesmax. (°C) | 32,4 | 33,4 | 32,7 | 32,1 | 31,3 | 30,0 | 28,7 | 28,7 | 29,3 | 30,2 | 31,2 | 31,8 | ⌀ | 31   |
| Mittl. Tagesmin. (°C) | 21,2 | 22,6 | 23,2 | 23,3 | 23,0 | 22,6 | 22,3 | 22,4 | 22,3 | 22,3 | 22,3 | 21,3 | ⌀ | 22,4 |
|                       |      |      |      |      |      |      |      |      |      |      |      |      |   |      |
| Niederschlag (mm)     | 29   | 62   | 136  | 188  | 235  | 288  | 345  | 302  | 367  | 246  | 76   | 20   | Σ | 2294 |
|                       |      |      |      |      |      |      |      |      |      |      |      |      |   |      |
| Sonnenstunden (h/d)   | 4,6  | 4,4  | 3,7  | 4,4  | 4,5  | 3,4  | 2,5  | 2,4  | 2,6  | 3,3  | 4,4  | 4,8  | ⌀ | 3,7  |
|                       |      |      |      |      |      |      |      |      |      |      |      |      |   |      |
| Regentage (d)         | 2    | 5    | 9    | 12   | 14   | 17   | 20   | 20   | 21   | 16   | 6    | 2    | Σ | 144  |
|                       |      |      |      |      |      |      |      |      |      |      |      |      |   |      |
| Luftfeuchtigkeit (%)  | 79   | 78   | 81   | 82   | 84   | 86   | 87   | 87   | 87   | 86   | 85   | 80   | ⌀ | 83,5 |

| 21,2 |

| 22,6 |

| 23,2 |

| 23,3 |

| 23,0 |

| 22,6 |

| 22,3 |

| 22,4 |

| 22,3 |

| 22,3 |

| 22,3 |

| 21,3 |

| 21,2 |

| 22,6 |

| 23,2 |

| 23,3 |

| 23,0 |

| 22,6 |

| 22,3 |

| 22,4 |

| 22,3 |

| 22,3 |

| 22,3 |

| 21,3 |

## Geschichte
Port Harcourt wurde 1912 von Frederick Lugard, damals Gouverneur der noch unvereinigten Protektorate Nordnigeria und Südnigeria, gegründet, um die Kohle zu exportieren, die der Geologe Albert Ernest Kitson 1909 in Enugu entdeckt hatte.
Die alte Hafenstadt Calabar hätte sich zu diesem Zweck eher angedient (sie liegt sogar etwas näher an Enugu), wird von den Kohlevorkommen jedoch durch den breiten Cross River getrennt. Port Harcourt liegt dagegen auf einer durchgehenden Landzunge. Eine zukünftige Schienenverbindung würde also keine kostspieligen Brücken erfordern.
Die Kolonialregierung veranlasste die Bewohner von Diobu, ihr Land abzutreten, und 1912 wurde mit dem Bau einer Hafenstadt begonnen. Benannt wurde sie nach Lewis Vernon Harcourt, 1. Viscount Harcourt, dem britischen Staatssekretär für Kolonialwesen von 1910 bis 1915 und Vorgesetzten von Lugard.
Port Harcourt erhielt 1916 eine Eisenbahnverbindung nach Enugu. (Diese wurde 1926 über eine Fähre und 1934 durch eine Brücke über den Benue-Fluss mit dem restlichen nigerianischen Schienennetz verbunden.) Der Export von Kohle nahm anschließend schnell Fahrt auf. Hauptprodukte im Umschlag waren jedoch Erdnüsse und Palmöl.
Während des Ersten Weltkriegs wurde Port Harcourt als Ausgangspunkt für militärische Operationen gegen die Mittelmächte in Deutsch-Kamerun genutzt.
In den 1920er Jahren erschienen in Port Harcourt die ersten lokalen Zeitungen. Führend war dabei der Verleger Herbert Macauley. Er vertrat einen gemäßigten nigerianischen Nationalismus.
In der gleichen Zeit begann die Elder-Dempster-Gesellschaft in Liverpool, mit ihren Postdampfern MS Apapa und MS Accra einmal im Monat auch Port Harcourt anzulaufen. Auf diese Weise gelangten Briefe, Pakete, Zeitungen, Cargo, aber auch Kolonialoffiziere, Kolonialbeamte und Geschäftsreisende vom britischen Mutterland ins Nigerdelta, b.z.w. umgekehrt.
1926 versuchte der Gouverneur Graeme Thomson, im Südosten Nigerias, darunter Port Harcourt, eine Kopfsteuer einzuführen. Dies führte zu dem, was Nigerianer den „Frauenkrieg“ und die Briten „Aba Riots“ nennen. Diese Unruhen schlugen von der Nachbarstadt Aba auch auf Port Harcourt über. Mehrere Verwaltungsgebäude wurden vernichtet, über 50 Frauen starben durch die Hand der kolonialen Ordnungskräfte.
Nach der Entdeckung von Erdöl in Oloibiri im Jahr 1957 exportierte Port Harcourt 1958 die erste Schiffsladung aus Nigeria. Port Harcourt wurde zum Zentrum der nigerianischen Ölwirtschaft und profitierte in der Folgezeit von der Erdölindustrie, indem es modernisiert und urbanisiert wurde. Das Wachstum von Port Harcourt ist auch auf seine Position als Handelszentrum und wichtigste Industriestadt der ehemaligen Eastern Region, seine Lage im Nigerdelta und seine Bedeutung als Zentrum des sozialen und wirtschaftlichen Lebens im Rivers State zurückzuführen.
Nach der Abspaltung der Republik Biafra von Nigeria im Jahr 1967 (siehe Biafra-Krieg) fiel Port Harcourt bereits im Mai 1968 an die nigerianischen Streitkräfte. Dies hatte schwerwiegende Folgen für die neue Republik. Die nigerianische Regierung unter General Gowon griff in Ermangelung militärischer Erfolge zum Mittel der Handelsblockade gegen die aufständische Provinz, vor allem eben in Port Harcourt. Es kam zu einer humanitären Katastrophe. Millionen Menschen verhungerten, vor allem Flüchtlinge aus anderen Provinzen, die sich wegen ihrer ethnischen Wurzeln (Igbo, Ibibio) in Biafra sicher glaubten. Gleichzeitig stapelten sich die blockierten Lieferungen von Hilfsorganisationen im Hafen von Port Harcourt.
Im Jahr 1995 wurden unter dem Schreckensherrscher Sani Abacha der Schriftsteller und Bürgerrechtler Ken Saro-Wiwa und acht weitere Angeklagte in Port Harcourt hingerichtet, was international heftige Proteste auslöste. Nigeria wurde mit sofortiger Wirkung aus dem Commonwealth of Nations ausgeschlossen (1999 nach Ende der Herrschaft von Diktator Sani Abacha dann wieder aufgenommen). Dieser Justizmord wird gerne als Beweis für angeblichen Neokolonialismus angeführt, da der absolut herrschende Abacha angeblich auf Geheiß des britisch-niederländischen Shell-Konzerns handelte. Weil aber das Denkmodell des Neokolonialismus von Einkaufskartellen ausgeht, die ehemalige Kolonien auch nach erlangter Unabhängigkeit „ausbeuten“, Nigeria aber seit 1971 Mitglied der OPEC ist (das mutmaßlich mächtigste Produzentenkartell der Geschichte), mag das Konzept „Neokolonialismus“ bei diesem Land nicht recht passen zu wollen.
Im Oktober 2023 zerstörte die nigerianische Marine eine illegale Ölraffinerie in Port Harcourt. Öldiebstahl durch „Anzapfung“ von Pipelines, unerlaubte Wiederinbetriebnahme stillgelegter Probebohrungen (wegen ihres kegelförmigen Aussehens „Christmas Trees“ genannt) sowie unfachmännische Raffinerien sind im Nigerdelta ein großes Problem. – Langkettige Bestandteile des Erdöls („Schweröl“) werden in einer regulären Raffinerie in kostspieligen Anlagen zu kurzkettigen Bestandteilen („Naphtha“) gecrackt. Diese können z. B. zu Treibstoffen gemischt werden. Illegale Raffinerien ersparen sich erfahrungsgemäß das teure und fachlich anspruchsvolle Cracken und leiten das Schweröl mit verheerenden Folgen für die Umwelt dort ab, wo es anfällt: in die Mangrovenwälder.
Im Dezember 2023 wurde die über Jahrzehnte herabgewirtschaftete und letztlich außer Betrieb befindliche Raffinerie von Port Harcourt nach jahrelanger Renovierung wieder in Betrieb genommen. Nigeria musste bislang die Endprodukte des heimischen Erdöls wie Treibstoffe, Polypropylen, Bitumen, Paraffin, Motoröl etc. aus den USA oder Europa wieder rückimportieren, was ökonomisch wenig sinnvoll ist und beim Hin- und Rücktransport über Tausende Seemeilen das unnötige Verbrennen zusätzlicher fossiler Brennstoffe erfordert. – Die Neueröffnung der staatlichen Port Harcourt-Raffinerie geschah beinahe gleichzeitig mit der privaten und vollständig neuen Dangote-Raffinerie nahe Lagos. Beide verfügen über mehrere Cracking-Anlagen. 3.000 dauerhafte Arbeitsplätze wurden geschaffen.
Bevölkerungsentwicklung der Agglomeration laut UN
| Jahr | Einwohnerzahl |
| ---- | ------------- |
| 1950 | 60.000        |
| 1960 | 135.000       |
| 1970 | 266.000       |
| 1980 | 482.000       |
| 1990 | 680.000       |
| 2000 | 1.091.000     |
| 2010 | 1.816.000     |
| 2020 | 3.020.000     |
| 2022 | 3.325.000     |

## Wirtschaft
Die Stadt hat einen für die Region bedeutenden Überseehafen und ist das Zentrum der nigerianischen Ölwirtschaft.

### Hafen
Port Harcourt ist einer der größten Häfen von Nigeria. Über seine Tiefwasseranlagen (23 Fuß [7 Meter]) werden Palmöl, Palmkerne und Holz aus der Umgebung, Kohle aus dem Bundesstaat Anambra, Zinn und Kolumbit aus dem Jos-Plateau und seit 1958 auch Erdöl von den Feldern im östlichen Niger-Delta exportiert. Port Harcourt verfügt über Massengutlager für Palmöl und Erdöl. In den 1970er Jahren wurde der Hafen durch neue Anlagen im nahe gelegenen Onne erweitert.

### Ölraffinerie
Die staatliche Ölraffinerie in Port Harcourt lag jahrelang wegen „Revamping“ der heruntergewirtschafteten Anlagen still.
Im März 2021 genehmigte die nigerianische Regierung Ausgaben in Höhe von 1,5 Mrd. USD für die Renovierung und Modernisierung des Raffineriekomplexes in Port Harcourt. Im selben Monat wurde auch der Hauptauftrag für die Modernisierung der Raffinerie vergeben. Im Dezember 2023 wurde die Einweihung der vollständig runderneuerten Raffinerie bekannt gegeben.

#### Alte Anlage
Die alte Raffinerie besteht aus einer Rohöl-Destillationsanlage (CDU), einer katalytischen Reformierungsanlage (CRU) und einer Flüssiggasanlage (LPG).

#### Neue Anlage
Die neue Raffinerie in Port Harcourt umfasst eine Rohöl-Destillationsanlage (CDU), eine Vakuum-Destillationsanlage (VDU), eine Naphtha-Hydro-Treating-Anlage (NHTU), eine katalytische Reforming-Anlage (CRU), eine kontinuierliche Katalysator-Regenerationsanlage (CCR), eine Paraffin-Hydro-Treating-Anlage, eine FCC-Anlage (Fluid Catalytic Cracking) und eine Dimersol-Anlage zur Umwandlung von Propylen in ein Benzinmischprodukt.
Außerdem gibt es eine Butamer-Isomerisierungsanlage, eine Alkylierungsanlage, eine Wasserstoffreinigungsanlage, einen Brenngasverdampfer und Anlagen zur Behandlung von saurem Wasser und Lauge.

## Kultur und Sehenswürdigkeiten

### Port Harcourt Pleasure Park

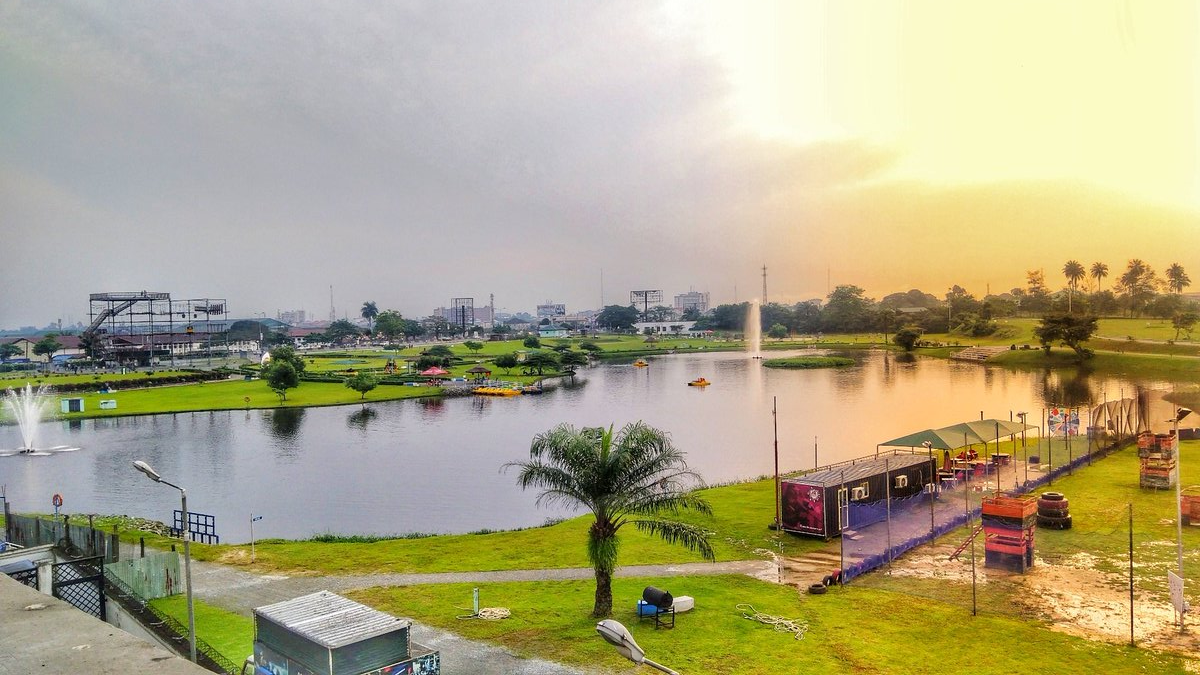
Port Harcourt Pleasure Park

Der Port Harcourt Pleasure Park ist ein öffentlicher Erholungspark. Er liegt an der großen Aba Road auf einem weitläufigen offenen Gelände mit eigenem Sicherheitsteam rund um die Uhr. Der Park wurde 2016 auf Initiative des Landesvaters Wike errichtet und zählt gemäß eigener Darstellung auf Platformen zu den 10 bedeutendsten Touristenattraktionen Nigerias.
Der Park dient sowohl als Touristenziel als auch als Einnahmequelle für den Staat und wird von einem internationalen Team der Julius Berger Nigeria Plc betrieben. Der Park verfügt über eine breite Palette von Einrichtungen für alle Altersgruppen, darunter ein 5-Sterne-Kino und ein internationales Restaurant, das die Einrichtungen des Parks ergänzt. Der Park wird wegen seiner natürlichen und friedlichen Umgebung und der Sauberkeit aller Einrichtungen gepriesen.
Mit einem Eintrittspreis von N700 (0,70 Euro) können die Besucher ruhige Bootsfahrten auf dem künstlichen See unternehmen, auf der Wiese picknicken, eine Vielzahl von Fahrgeschäften und Attraktionen wie eine Achterbahn, ein Riesenrad, einen Wasserpark und viele andere zusätzliche Aktivitäten nutzen.

### Port Harcourt Zoo
Der Zoo von Port Harcourt ist ein staatlicher zoologischer Park. Der Zoo wurde 1974 vom Militärgouverneur Alfred Diete-Spiff gegründet und am 1. Oktober 1975 offiziell für die Öffentlichkeit eröffnet. Der im Industriegebiet Trans Amadi im Bundesstaat Rivers gelegene Zoo von Port Harcourt zählt zu den wichtigsten Touristenattraktionen der Stadt und gilt als eines der führenden Naturschutzzentren Nigerias. Der Zoo beherbergt zahlreiche außergewöhnliche Tierarten, zum Beispiel Löwen, Kobras, Affen, Schimpansen, Schildkröten, Krokodile und zahlreiche geflügelte Tierarten.

### Delaroke Art Gallery
Diese Galerie ist auf zeitgenössische afrikanische Kunst ausgerichtet. Die kompakten Räumlichkeiten der Galerie werden durch eine Sammlung zeitgenössischer Werke von Künstlern mit überwiegend afrikanischen Wurzeln belebt. Mit einer Vorliebe für Künstler, die in Port Harcourt leben und arbeiten, präsentiert man gut durchdachte Ausstellungen, um zu inspirieren, zu erziehen, Gespräche anzuregen und vor allem eine Veränderung in unserer Umgebung und darüber hinaus zu bewirken.

### Ausgehen, Essen

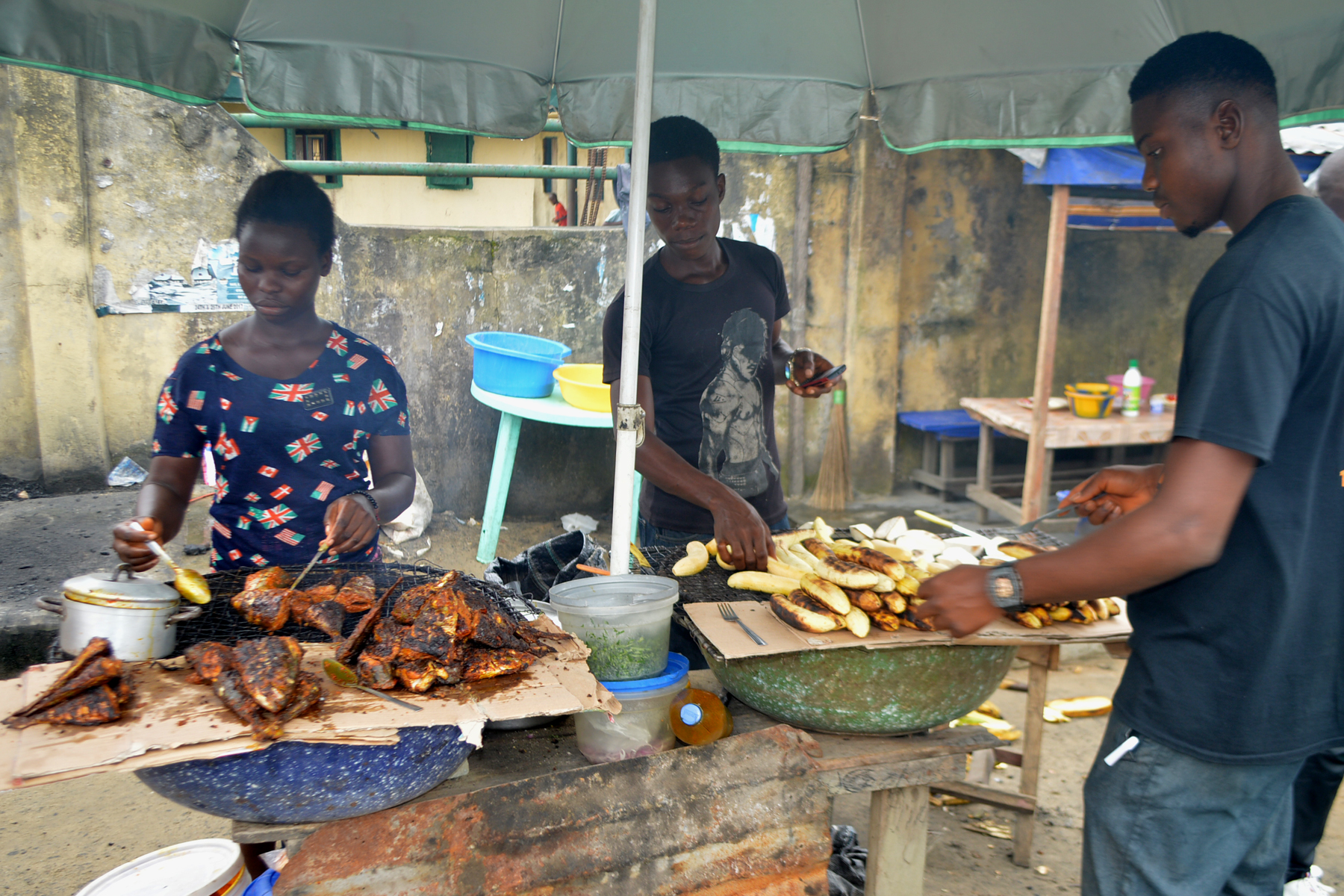
Freiluftköche und Bole

„Bole“ ist in Port Harcourt das beliebteste Gericht. Man findet es in den meisten Straßen, und die Preise variieren je nach Qualität, Hygiene usw., so dass es viele Möglichkeiten gibt. Das Gericht besteht aus gerösteten Kochbananen, Süßkartoffeln und Fisch (in der Regel Makrele), die mit einer auf Palmöl basierenden Pfeffersauce, frischen Zwiebeln, Ugba und zerkleinerten Utazi-Blättern serviert werden.
„Native soup“ ist eine traditionelle Suppe, die mit einer Mischung aus Meeresfrüchten wie Strandschnecken, Krabben, Garnelen usw. zubereitet wird. Man kann sie mit Eba, zerstoßener Yamswurzel oder Weißbrot kombinieren. Die Suppe ist sehr reichhaltig, sofern sie mit frischen Meeresfrüchten zubereitet wird.
Während man im Westen Nigerias überwiegend mit Malzbier oder Guinness anstößt, genießt man im Südosten eher Palmwein. In der Stadt gibt es zwei größere Hersteller des 4-prozentigen Alkoholgetränks.
Entlang der Woji Road in der Nähe des obigen Pleasure Parks (es scheint eine weitere Woji Road im Ortsteil Woji zu geben) finden sich mehrere Lounge Bars und Night Clubs. Die besseren Restaurants finden sich dazu in direkter Nähe an der Onne Road, Apara Road und King Perekule Road. An der Apara Road wird Indische Küche gepriesen.

### Festivals
Kulturelle Veranstaltungen der Gartenstadt sind das Port Harcourt International Music Festival, das Port Harcourt International Dance Festival, das Port Harcourt International Film Festival, „Carniriv“ (Karneval), das Buchfestival und das Port Harcourt Jazz Festival.
Das Port Harcourt Bole Festival ist laut eigener Angabe das größte Food Festival Afrikas.

## Bildungseinrichtungen
Die Universität von Port Harcourt (1975) und die Rivers State University of Science and Technology (1972, Universitätsstatus 1980) sind in der Stadt ansässig, und in der Nähe von Onne befindet sich das Nigerian Naval College.

## Stadtteile (Auswahl)

### „Old GRA“
Die Old Government Reserved Area (Old GRA) ist vermutlich der teuerste und wohlhabendste Stadtteil der Gartenstadt. Er wurde während der Kolonialzeit hauptsächlich von europäischen Siedlern bewohnt und wurde damals als europäisches Viertel bezeichnet.
In Old GRA befinden sich das Parlament des Bundesstaates Rivers, das Sekretariat der Demokratischen Volkspartei (People's Democratic Party, die zweitgrößte Partei Nigerias) und das NEPAD-Sekretariat des Bundesstaates Rivers. Das Viertel ist auch als Wohnsitz der früheren First Lady Nigerias, Patience Jonathan, bekannt. Old GRA ist ein gemischt genutztes Gebiet, das Wohn-, Freizeit- und Geschäftszwecke miteinander verbindet.

### „New GRA“
Die New Government Reserved Area (New GRA) ist ein gemischt genutztes Stadtviertel der oberen Mittelklasse in Port Harcourt, der Hauptstadt und größten Stadt im Bundesstaat Rivers.
New GRA ist dafür bekannt, dass es ein Viertel ist, das das Nachtleben fördert, und beherbergt die größte Konzentration von Bars und Nachtclubs in Port Harcourt. Es ist ein beliebter Treffpunkt für die meisten Besucher. Neben den zahlreichen Nachtlokalen verfügt das Viertel über zahlreiche Vorzüge, darunter eine große Auswahl an Restaurants, Fastfood-Lokalen und beliebten Hotels.

### „D-Line“
D-Line ist ein wichtiges Geschäfts- und Wohnviertel. Die römisch-katholische Diözese Port Harcourt und die Methodistische Kirche von Nigeria haben ihre Kathedralen in D-Line.

### Diobu
Diobu ist ein dicht besiedelter Stadtteil. Das Viertel ist für seine hohe Konzentration an Fußballtalenten bekannt und hat eine Reihe von lokal und international bekannten Spielern wie Finidi George, Joseph Yobo und Taribo West hervorgebracht. Am 29. März 2012 war Diobu Gastgeber des 25. Most Beautiful Girl in Nigeria Zonal Screening für Port Harcourt. Obwohl das Viertel zu den kommerziell dynamischsten Orten der Stadt zählt, lebt etwa ein Drittel seiner Bewohner unterhalb der Armutsgrenze. Den meisten Quellen zufolge ist Diobu von Bandenaktivitäten, Entführungen und bewaffneten Raubüberfällen betroffen.

## Verkehr

### Schienenverkehr
In Port Harcourt beginnt der östliche Zweig der Hauptstrecke der nigerianischen Eisenbahn.

### Flugverkehr
Es gibt einen internationalen Flughafen, der sich 7 Meilen (11 km) nördlich befindet. Von Frankfurt (Main) gibt es täglich mit Lufthansa Flugverbindungen nach Port Harcourt (ab 1. Juni 2015 jeweils via Abuja).

## Krankenhäuser (Auswahl)
- University of Port Harcourt Teaching Hospital[48], an der East-West-Road,
- Rivers State University Teaching Hospital (früher: Braithwaite Memorial Specialist Hospital)[49], in Old GRA,
- Military Hospital[50], in New GRA,
- Good Heart Specialist Hospital[51], in New GRA,
- Meridian Hospital[52], in D-Line,
- Kelsey Harrison Hospital, in Diobu,
- Rehoboth Specialist Hospital, in D-Line,
- Rivers State Dental and Maxillofacial Hospital.

## Hohe Umweltverschmutzung, mögliche Ursachen
2017 und 2018 wurde in Port Harcourt eine hohe Belastung der Luft durch Rußteilchen festgestellt. Innerhalb eines Zeitraums von 450 Tagen war die Luft in Port Harcourt nach der Klassifizierung der EPA an 85 Tagen „sehr ungesund“ und an 13 Tagen „gefährlich“. Bewohner der Stadt klagen über eine schwarze Schicht, die sich überall bildet und über gesundheitliche Probleme.
Ein Grund für die hohen Rußpartikelwerte könnte darin liegen, dass alte Autoreifen in der Region verbrannt statt recycelt werden, obwohl eine dementsprechende Technologie in Nigeria durchaus vorhanden ist.
Während die staatliche Ölraffinerie der Stadt 2017 / 2018 bereits seit Jahren außer Betrieb war und als Urheber nicht in Frage kommt, müssen die illegalen Raffinerien rund um die Stadt kritisch gesehen werden. Professionelle Raffinerien wandeln mit dem sogenannten Naphtha Hydrogen Treatment die Olefine (Kohlenwasserstoffe mit kovalenter Doppelpaarbindung, die bei der Verbrennung rußen) im Rohbenzin um in andere Kohlenwasserstoffe und halten sich damit an Umweltvorschriften. Illegale Raffinerien ersparen sich dieses Verfahren, verkaufen olefinhaltiges Benzin gegen einen günstigen Preis an Ortsansässige und bei der anschließenden Verbrennung im Fahrzeugmotor entstehen Rußteilchen, die durch den Auspuff in die Umwelt hinausgeblasen werden. 
Weitere Ursache könnte das „Coking“ beim Cracken des Schweröls in illegalen Raffinerien sein. Coking ist die älteste, aber auch schmutzigste Technologie beim Cracken. Durch die Geometrie der Kohlenwasserstoffe muss beim Cracken entweder
- Wasserstoff hinzugefügt werden (Hydrocracking), oder
- das Entstehen von Olefinen akzeptiert werden (siehe vorigen Absatz), oder
- Kohlenstoff entzogen werden.

Letzteres geschieht beim Coking in Form freiwerdender Rußpartikel.

## Söhne und Töchter der Stadt
- Obiora Charles Ikelie Ofoedu (* 1960), Schriftsteller
- Finidi George (* 1971), Fußballspieler
- Mercy Akide-Udoh (* 1975), Fußballspielerin
- George Datoru (* 1977), Fußballspieler
- Echendu Adiele (1978–2011), nigerianisch-deutscher Fußballspieler
- A. Igoni Barrett (* 1979), Schriftsteller
- Manasseh Ishiaku (* 1983), Fußballspieler
- Chidi Odiah (* 1983), Fußballspieler
- Yvonne Orji (* 1983), Schauspieler
- Samuel Francis (* 1987), katarischer Sprinter
- Burna Boy (* 1991), Sänger
- Omah Lay (* 1997), Contemporary-R&B- und Afrobeats-Sänger, Songwriter und Musikproduzent
- Valentine Ozornwafor (* 1999), Fußballspieler
- Princess Kara (* 2000), Diskuswerferin
- David Ojabo (* 2000), American-Football-Spieler
- Nzubechi Grace Nwokocha (* 2001), Sprinterin
- Favour Ofili (* 2002), Sprinterin

## Sonstiges

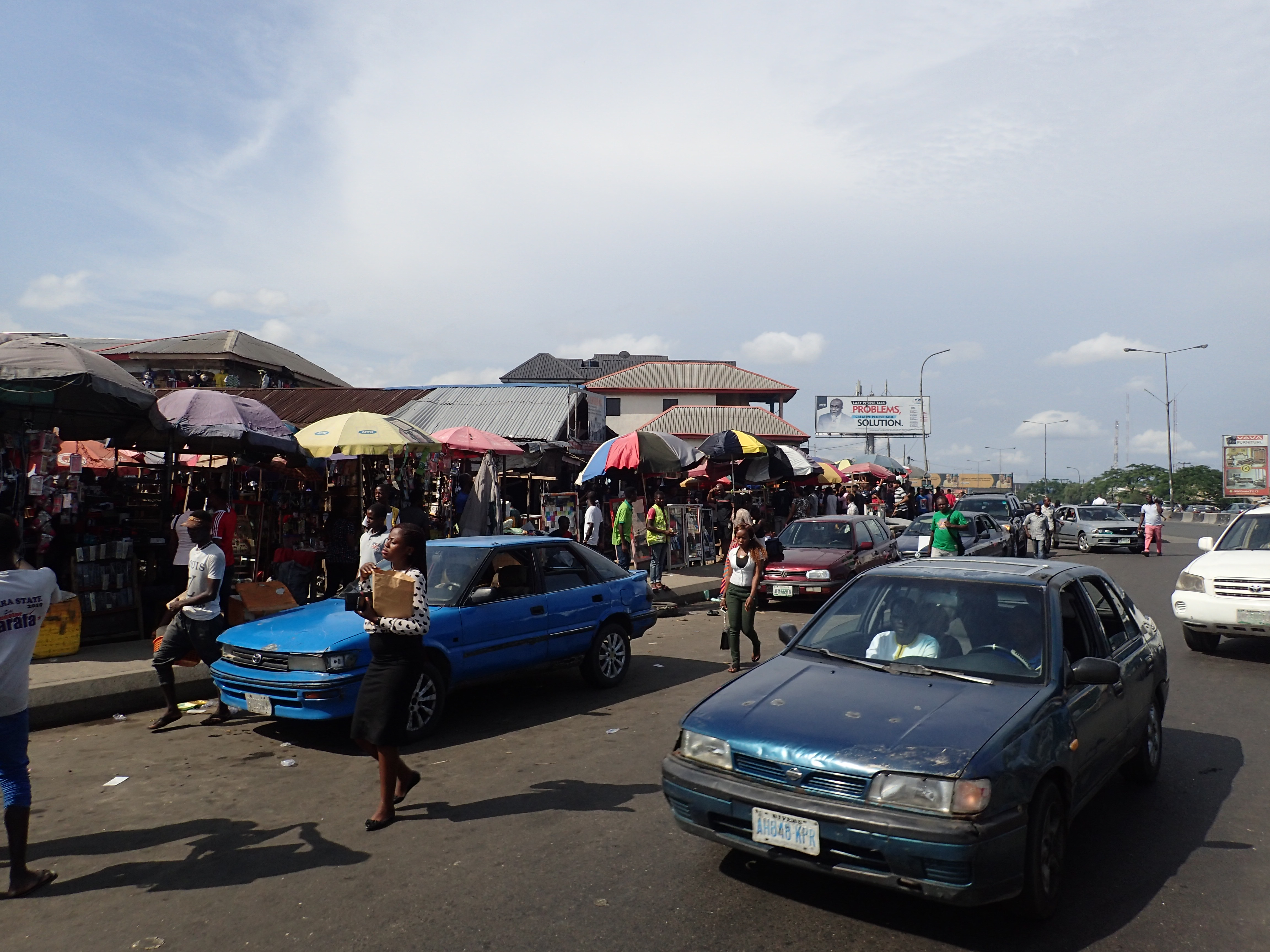
Straße in Port Harcourt

Der Freiluft-Schlachthof von Port Harcourt ist einer der Schauplätze des Dokumentarfilms Workingman’s Death von Michael Glawogger aus dem Jahr 2005, in dem schwerste Arbeitsbedingungen thematisiert werden.